# Chiesa di Santa Lucia (Potenza)
La piccola chiesa di Santa Lucia è situata a Potenza, in un piccolo largo tra via Portasalza e via Santa Lucia. 
La Chiesa, assieme all'antico borgo che la circonda, è di chiara origine medievale. La Chiesa dovrebbe risalire al 1200 circa. 
Essa è dedicata da sempre alla santa siracusana. La Chiesa è collocata fuori dalle antiche mura del centro storico, sul versante occidentale all'estremità di Via Pretoria. Viene definita per la sua collocazione, 'extra moenia'(fuori le mura) in una relazione di visita pastorale del 1571. Vi si venera la vergine e martire Lucia, protettrice dei non vedenti la quale ebbe, come molti altri martiri dei primi secoli, un culto antico nella città. Sede di una Confraternita laicale che ne curava il decoro, la Chiesa danneggiata dal terremoto del 23 novembre 1980, è stata recentemente restaurata. La domenica viene officiata dai frati minori della vicina Chiesa parrocchiale di San Michele.

## Architettura
La chiesa, di piccole dimensioni, è caratterizzata da un portale in pietra calcarea sormontato da un arco a sesto acuto rialzato che racchiude una minuscola statua di Santa Lucia.
La statua, come molte opere potentine, quali ad esempio la Statua di San Gerardo di Potenza è da attribuire allo scultore potentino Michele Busciolano. Essa dovrebbe risalire al 1881.
Sul tetto a due spioventi della chiesetta si trova un campanile a vela di dimensioni ridotte.
Di pregevole fattura è uno stemma araldico posto sulla parete esterna sinistra della chiesa, restaurato recentemente, che risale al 1586 e rappresenta un cavallo rampante.
La chiesa internamente ha un'unica navata e un unico altare maggiore e un organo in legno.
Il soffitto con plafone ligneo è datato 1843, a sagome con doppia cornice ottagonale, nelle quali sono incastonati fioroni centrali a sei petali. L'altare marmoreo a pala è datato 1916, lavorato ad intarsio policromo, con due teste di puttini ai lati ed un'alzata al di sopra della mensa. Vicino altare si trova anche una statua di Santa Lucia, di stampo seicentesco. Addossato alla parete di fondo, dove si trova la nicchia con la statua lignea di Santa Lucia, vi è una scultura di ignoto meridionale del secolo XVII, restaurata da poco tempo. Altra statua lignea era quella raffigurante l'apostolo San Giacomo, ora scomparsa e appartenente forse alla vicina chiesa omonima 
Vari quadri del XVI e XVII sono conservati nella chiesa.
Nella chiesa sono inoltre conservati un'acquasantiera trasportata in pietra rosata dalla chiesa di Santa Maria del Sepolcro alla chiesa di Santa Lucia del XV secolo. L'acquasantiera è decorata con tre teste umane al centro della vasca ed un basamento costituito da tre leoni accovacciati.